# ブルーポイントゲームズ
ブルーポイントゲームズ（英: Bluepoint Games Inc.）は、アメリカ合衆国のテキサス州オースティンのコンピュータゲーム開発会社。レトロスタジオでメトロイドプライムの開発を行っていた主要メンバーによって2006年に設立された。
2021年10月1日、ソニー・インタラクティブエンタテインメントが買収し、PlayStation Studiosの一員になることが発表された。

## 開発タイトル
| 発売年 | タイトル                                        | ジャンル                     | 対応機種                 | 備考                                        |
| ------ | ----------------------------------------------- | ---------------------------- | ------------------------ | ------------------------------------------- |
| 2006   | ブラストファクター                              | シューティング               | PlayStation 3            |                                             |
| 2010   | ゴッド・オブ・ウォー コレクション               | アクションアドベンチャー     | PlayStation 3            | PS2で開発されたタイトルのHDリマスター移植   |
| 2011   | ICO                                             | アクションアドベンチャー     | PlayStation 3            | PS2で開発されたタイトルのHDリマスター移植   |
| 2011   | ワンダと巨像                                    | アクションアドベンチャー     | PlayStation 3            | PS2で開発されたタイトルのHDリマスター移植   |
| 2011   | メタルギア ソリッド HD エディション             | ステルス、アクション         | PlayStation 3、 Xbox 360 | PS2で開発されたタイトルのHDリマスター移植   |
| 2013   | プレイステーション オールスター・バトルロイヤル | 対戦型格闘ゲーム、アクション | PlayStation Vita         | [ 4 ]                                       |
| 2014   | タイタンフォール                                | シューティング               | Xbox 360                 | [ 5 ] [ 6 ]                                 |
| 2015   | アンチャーテッド コレクション                   | アクションアドベンチャー     | PlayStation 4            | PS3で開発されたタイトルのリマスター移植     |
| 2015   | GRAVITY DAZE                                    | アクションアドベンチャー     | PlayStation 4            | PS Vitaで開発されたタイトルのリマスター移植 |
| 2018   | ワンダと巨像                                    | アクションアドベンチャー     | PlayStation 4            | PS2で開発されたタイトルのフルリメイク       |
| 2020   | Demon's Souls                                   | アクションロールプレイング   | PlayStation 5            | PS3で開発されたタイトルのフルリメイク       |